# Declan Mulholland
Thomas Declan Mulholland (Belfast, 6 dicembre 1932 – Londra, 29 giugno 1999) è stato un attore britannico.
Attore caratterista di cinema e televisione, esordì nel film britannico Ponte di comando (1962) nel ruolo di Morrison. Mulholland recitò anche nel ruolo di Jabba the Hutt in una scena tagliata di Guerre stellari (1977). La scena fu ripristinata nell'edizione speciale per il ventesimo anniversario del 1997, in cui Mulholland venne sostituito con un Jabba computerizzato. Ebbe un ruolo importante nel film del 1975 La terra dimenticata dal tempo, della Amicus Productions. Le sue molte apparizioni televisive includono le "macrostorie" The Sea Devils (1972) e The Androids of Tara (1978) della serie Doctor Who, Metropolitan Police, Capitan Onedin, To the Manor Born e Quatermass Conclusion - La Terra esplode.
Mulholland morì d'infarto il 29 giugno 1999, all'età di 66 anni.

## Filmografia
- Missione segreta (Espionage) – serie TV, episodio 1x17 (1964)